# Conversa Ribeira
Conversa Ribeira é um trio musical brasileiro que produz releituras contemporâneas da música caipira, formado por Andrea dos Guimarães (voz), Daniel Muller (piano e acordeom) e João Paulo Amaral (viola caipira e voz).

## Trajetória
Desde 2002, quando o trio formou-se na Universidade Estadual de Campinas, o Conversa Ribeira já participou de inúmeros festivais pelo Brasil, México e Portugal e se apresentou ao lado de artistas como Inezita Barroso, Renato Teixeira, Mônica Salmaso, Guinga e do violeiro Paulo Freire, além de ter feito apresentações com a Orquestra Municipal de Jundiaí e a Orquestra Sinfônica de Sorocaba.

## Prêmios
O trio ganhou em 2011 o prêmio Inovação do Festival Voa Viola; em 2014, o prêmio Cata-vento (Rádio Cultura Brasil) de Melhor Grupo de Música Raiz e em 2020 foi homenageado pelo Museu da Casa Brasileira.

## Discografia
• Do verbo chão (2019)
• Águas Memórias (2013)
• Conversa Ribeira (2008)